# Forum Classicum
Forum Classicum ist eine Zeitschrift für die Fächer Latein und Griechisch an Schulen und Universitäten. Sie ist das Organ des Deutschen Altphilologenverbandes (DAV).
Die Zeitschrift erscheint vierteljährlich im C.C. Buchner Verlag, Bamberg. Forum Classicum ist die auflagenstärkste Zeitschrift für Lehrer und Freunde der Alten Sprachen. Herausgeber der Zeitschrift ist der jeweilige Vorsitzende des DAV, derzeit Hartmut Loos. Die Schriftleitung hat Andreas Fritsch inne.
Vorgänger des Forum Classicum war das Mitteilungsblatt des Deutschen Altphilologenverbandes. Die erste Ausgabe der Zeitschrift erschien 1958. Die Ausgaben bis 1994 sind online indiziert, die Ausgaben seit 1994 im Volltext verfügbar.